# Алфеј (митологија)
Алфеј (грч. Ἀλφειός) је у грчкој митологији био бог реке Алфеј у Елиди и Аркадији на Пелопонезу.

## Митологија
Био је син Океана и Тетије, а као његова деца се помињу Ортилок кога је имао са Телегоном, према Хигину и Фегеј, а можда је био отац и Данаје и Миртезе. Био је заљубљен у богињу Артемиду и прогонио је. Једном приликом је она са нимфама прослављала празник на ушћу његове реке и он је то искористио да јој се приближи, али је она себи и својим пратиљама намазала лица блатом и тако је он није препознао. Касније ју је прогонио све до острва Ортигије. На сличан начин је прогонио и нимфу Аретузу, пратиљу ове богиње.
Плутарх даје тумачење које није у вези са претходним. Према њему, Алфеј је био Хелијев син који је убио свог брата Керкафа приликом такмичења. Због тога су га прогањале ериније и он се бацио у реку Никтим, која се од тада назива по њему.

## Култ
Као божанство био је поштован управо у местима где је његова река протицала. На обалама његове реке подизана су светилишта Артемиди, са којом је у култу био повезан. У Олимпији је његов култ основао Херакле и тамо су људи дарове бацали у његову реку. У тим свечаностима, жене нису учествовале.